# Un disco per l'estate 1978
L'edizione 1978 di Saint Vincent estate, la passerella di canzoni senza gara che sostituisce per alcuni anni Un disco per l'estate, va in onda in televisione sulla Rete Uno il 1º luglio, presentata da Pippo Franco e Laura Troschel, con la regia di Antonio Moretti. Il programma viene trasmesso a colori per la prima volta.

## Partecipanti
- Belle Epoque - Let Men Be
- Roberto Soffici - Tanto donna
- Umberto Balsamo - Amore
- Asha Puthli - I'm Gonna Dance
- Drupi - Provincia
- Pooh - Cercami
- Iva Zanicchi - Con la voglia di te
- Miguel Bosé - Anna
- Fred Bongusto - Carissimo maestro di Padova...
- Patty Pravo - Johnny
- Umberto Tozzi - Zingaro
- Anna Oxa - Fatelo con me
- Antonello Venditti - Sara
- Amanda Lear - Follow Me
- Sandro Giacobbe - Volare via
- Mia Martini - Vola
- Renato Zero - Triangolo
- Franco Califano - Tac
- Sheila & B. Devotion - You Light My Fire